# Stadsarchief Antwerpen
Het Stadsarchief Antwerpen is een archief te Antwerpen. Het bewaart het archief van de stad, het Openbaar Centrum voor Maatschappelijk Welzijn van Antwerpen, de aangehechte gemeenten, het Havenbedrijf Antwerpen, het stedelijk onderwijs Antwerpen en het Zorgbedrijf Antwerpen. Daarnaast bevat het ook de archieven van organisaties waaraan de stad deelneemt, zoals stedelijke verenigingen zonder winstoogmerk (vzw's), intergemeentelijke samenwerkingsverbanden en sociale huisvestingsmaatschappijen en private archieven van Antwerpse personen, families, bedrijven, verenigingen en religieuze instellingen.

## Historiek

### De bewaring van de stedelijke archieven in het ancien régime
In het ancien régime bewaarde de stad haar documenten in het stadhuis. De belangrijkste documenten lagen in de zogenaamde privilegiekom, een kist van meer dan 2 meter lang. Deze koffer had negen sloten en de sleutels daarvan werden verdeeld onder de stadsbestuurders. Het charter uit 1221 waarbij de hertog van Brabant aan Antwerpen stadsrechten toekende, werd als eerste in de koffer opgeborgen. Minder belangrijke documenten werden door de stadsdiensten zelf bewaard.
Op 4 november 1576 brak de Spaanse Furie in Antwerpen uit. Muitende Spaanse soldaten stichtten op vele plaatsen in de stad brand. Ook een deel van het stadhuis brandde af. De privilegiekom en heel wat andere archiefstukken bleven bewaard.

Het personeel van het stadsarchief in het midden van de twintigste eeuw. Centraal vooraan zitten Floris Prims, stadsarchivaris buiten kader, en Frans Blockmans, stadsarchivaris.

### Het stadsarchief in het stadhuis
In de Franse tijd vonden er ingrijpende veranderingen plaats op bestuurlijk vlak. Zo kregen de gemeenten er taken (zoals onderwijs) bij. Omdat het aantal archiefstukken maar bleef aangroeien, stelde de stad in 1796 een ambtenaar aan die belast werd met de bewaring en het beheer van de archieven: de stadsarchivaris. De gemeentewet van 30 maart 1836 legde de bewaring van het archief als een verplichte taak op aan de gemeenten.
Het stadsarchief bevond zich oorspronkelijk in de kapel van het stadhuis. Toen die in de 19de eeuw moest verdwijnen om een raadzaal in te richten, verhuisde het stadsarchief naar hoger gelegen verdiepingen. De lokalen waren echter ongeschikt als archiefbewaarplaats. Er was immers groot brandgevaar en de vloeren hadden een beperkt draagvermogen. Bovendien ontstond er na verloop van tijd plaatsgebrek, zeker wanneer in 1864 een leeszaal voor bezoekers werd ingericht. In dat jaar verscheen ook het eerste nummer van het Antwerpsch Archievenblad.
Bij het begin van de Eerste Wereldoorlog werd een gedeelte van de archieven verhuisd naar de kelders van het stadhuis. Heel wat topografische en geografische plannen en kaarten werden later bij het onder water lopen van die kelders vernield. In de Tweede Wereldoorlog werd het volledige archief geëvacueerd, deels naar locaties in Antwerpen en deels naar het kasteel van Lavaux-Sainte-Anne nabij Rochefort. Op 10 en 11 augustus 1944 bestormden gewapende verzetslieden het kasteel van Lavaux-Sainte-Anne, maar de aanval werd met de hulp van de rijkswacht afgeslagen. De Antwerpse stadsarchieven kwamen ongeschonden uit de Tweede Wereldoorlog.
Nadat de archieven terug naar het stadhuis waren gebracht, werd het probleem van de huisvesting van het stadsarchief acuut. Het college van burgemeester en schepenen liet zijn oog vallen op de gebouwen van de voormalige openbare kas van lening in de Venusstraat. Wegens dreigend instortingsgevaar kon de verhuis niet wachten tot deze gebouwen aangepast waren. Daarom werd een deel van het archief in 1953 verhuisd naar een tijdelijke locatie aan de Meirbrug.

### Het stadsarchief in de Venusstraat
Op 15 december 1956 werd het nieuwe stadsarchief in de Venusstraat ingehuldigd. In de tuin was een archiefmagazijn met 7 bouwlagen en 2 kelderverdiepingen gebouwd. Het magazijn had een opslagcapaciteit van 14 kilometer archief. Hoewel in de 2de helft van de jaren 1970 nog extra magazijnruimte werd aangekocht, zat het nieuwe gebouw halfweg de jaren 1980 vol en waren overdrachten door de stadsdiensten niet meer mogelijk. Noodzakelijke aanpassingen op het vlak van branddetectie en klimaatregeling bleven uit.

### Het FelixArchief
In 1998 werd het als monument beschermde, maar leegstaande Sint-Felixpakhuis gekozen als nieuwe locatie voor het stadsarchief. Robbrecht en Daem architecten tekenden de plannen voor de ingrijpende verbouwing die in 2002 startte. Op 18 augustus 2006 werd het nieuwe stadsarchief in het gerenoveerde Sint-Felixpakhuis ingehuldigd en omgedoopt tot FelixArchief. In het gebouw zijn 18 geklimatiseerde archiefcontainers gebouwd waardoor de archieven in optimale omstandigheden bewaard kunnen worden. De containers hadden een oorspronkelijke opslagcapaciteit van bijna 34 kilometer archief, maar die werd nadien uitgebreid tot meer dan 38 kilometer. Om zoveel mogelijk plaats te benutten worden de archiefdocumenten niet meer volgens hun inhoudelijke samenhang bij mekaar geplaatst, maar wel volgens hun formaat. Een nieuwe databank zorgt ervoor dat de archiefdocumenten probleemloos terug gevonden worden. De leeszaal telde in 2006 94 plaatsen en 13 microfilmtoestellen.
In 2007 werd het digitaal depot in gebruik genomen. Dat werd vanaf 2010 online raadpleegbaar. In 2009 werd gestart met de uitbouw van een scanstudio. Sedert 2010 beheert het stadsarchief het depot in het nieuwe administratieve centrum van de stad Den Bell. Dat heeft een opslagcapaciteit van bijna 6 kilometer archief. Ook vanaf 2010 worden dossiers die door stadsdiensten worden opgevraagd enkel nog in digitale vorm afgeleverd. Vanaf 2011 scant het stadsarchief alle ingekomen post van de stad en vanaf 2014 wordt alle ingekomen post er ook gesorteerd. In 2019 werden alle microfilmtoestellen verwijderd en werd de vrijgekomen ruimte ingenomen door een sterk uitgebouwde afdeling digitalisering.

## Topstukken
Volgende stukken die zich in het stadsarchief van Antwerpen bevinden, werden opgenomen in de Topstukkenlijst van de Vlaamse overheid:
| Auteur              | Titel | Jaar van opname | Categorie         | Thema                               |
| ------------------- | --- | --------------- | ----------------- | ----------------------------------- |
| Anoniem             | Scheldekaart van Rupelmonde tot de Noordzee                                                                          | 2008            | Artistiek         | Archivalisch en documentair erfgoed |
| Willem Blaeu        | Wandkaart van de Nederlanden                                                                                         | 2008            | Artistiek         | Archivalisch en documentair erfgoed |
| Anoniem (Diversen)  | Insolvente Boedelskamer                                                                                              | 2012            | Artistiek         | Archivalisch en documentair erfgoed |
| Theodorus Everaerts | Beyaert, 1728 | 2012            | Cultuurhistorisch | Muzikaal erfgoed na 1600            |
| Edmond Fierlants    | Negentiende-eeuwse collectie foto's en glasplaten van Edmond Fierlants, 1860-1864                                    | 2012            | Cultuurhistorisch | Fierlants foto's en glasplaten      |
| Anoniem             | Het Archief van de Oud Sint-Lucasgilde en van de Oud Koninklijke Academie van Antwerpen                              | 2013            | Cultuurhistorisch | Archivalisch en documentair erfgoed |
| Anoniem             | De Goede Doodt van Alexander                                                                                         | 2014            | Cultuurhistorisch | Theatererfgoed                      |
| Hans I Collaert     | Kruisiging | 2021            | Artistiek         | Tekeningen 16de eeuw                |
| Onbekend            | Oorkonde van Hendrik, burgemeester van Antwerpen, betreffende de verhuis van het Sint-Elisabethgasthuis in Antwerpen | 2025            | Cultuurhistorisch | Oorkonden                           |
| Onbekend            | Oorkonde van de hertog van Brabant tot schenking van gronden voor het Sint-Elisabethgasthuis in Antwerpen            | 2025            | Cultuurhistorisch | Oorkonden                           |

De archieven van de Insolvente Boedelskamer (1524-1858) werden in 2009 door de UNESCO opgenomen in het Register van het Geheugen van de Wereld. Dat is de lijst van de door de UNESCO erkende topstukken en collecties documentair erfgoed van wereldniveau.

## Stadsarchivarissen
Zie: Lijst van stadsarchivarissen van Antwerpen